# 서울특별시강동송파교육지원청
서울특별시강동송파교육지원청(서울特別市江東松坡敎育支援廳, Seoul Gangdong Songpa District Office of Education)은 서울특별시 강동구, 송파구를 관할하는 서울특별시교육청 산하의 교육지원청이다.
교육장은 장학관으로 보한다.

## 산하기관

### 송파구
초등학교
| - 서울가동초등학교 - 서울가락초등학교 - 서울가원초등학교 - 서울가주초등학교 - 서울개롱초등학교 - 서울거여초등학교 - 서울거원초등학교 - 서울남천초등학교 - 서울마천초등학교 - 서울위례별초등학교 | - 서울문덕초등학교 - 서울문정초등학교 - 서울문현초등학교 - 서울방산초등학교 - 서울방이초등학교 - 서울버들초등학교 - 서울삼전초등학교 - 서울석촌초등학교 - 서울세륜초등학교 - 서울풍성초등학교 | - 서울송례초등학교 - 서울송전초등학교 - 서울송파초등학교 - 서울신가초등학교 - 서울신천초등학교 - 서울아주초등학교 - 서울영풍초등학교 - 서울오금초등학교 - 서울오륜초등학교 - 서울풍납초등학교 | - 서울잠동초등학교 - 서울잠신초등학교 - 서울잠실초등학교 - 서울잠일초등학교 - 서울잠전초등학교 - 서울잠현초등학교 - 서울중대초등학교 - 서울토성초등학교 - 서울평화초등학교 - 서울강명초등학교 |

중학교
| - 가락중학교 - 가원중학교 - 거원중학교 - 문정중학교 - 문현중학교 - 방산중학교 - 방이중학교 | - 배명중학교 - 보성중학교 - 보인중학교 - 서울체육중학교 - 석촌중학교 - 세륜중학교 - 송례중학교 | - 송파중학교 - 신천중학교 - 아주중학교 - 영파여자중학교 - 오금중학교 - 오륜중학교 - 오주중학교 | - 일신여자중학교 - 잠신중학교 - 잠실중학교 - 정신여자중학교 - 풍납중학교 - 풍성중학교 |

### 강동구
초등학교
| - 서울강덕초등학교 - 서울강동초등학교 - 서울강명초등학교 - 서울강일초등학교 - 서울강솔초등학교 - 서울고덕초등학교 - 서울고명초등학교 | - 서울고일초등학교 - 서울고현초등학교 - 서울길동초등학교 - 서울대명초등학교 - 서울둔촌초등학교 - 서울명덕초등학교 - 서울명원초등학교 | - 서울명일초등학교 - 서울묘곡초등학교 - 서울상일초등학교 - 서울선린초등학교 - 서울선사초등학교 - 서울성내초등학교 - 서울성일초등학교 | - 서울신명초등학교 - 서울신암초등학교 - 서울위례초등학교 - 서울천동초등학교 - 서울천일초등학교 - 서울천호초등학교 - 서울한산초등학교 |

중학교
| - 강동중학교 - 강명중학교 - 강일중학교 - 고덕중학교 - 동북중학교 | - 동신중학교 - 둔촌중학교 - 명일중학교 - 배재중학교 - 상일중학교 | - 성내중학교 - 성덕여자중학교 - 신명중학교 - 신암중학교 | - 천일중학교 - 천호중학교 - 한산중학교 - 한영중학교 |

## 같이 보기
- 대한민국 교육부